# Ташлинский сельсовет (Гафурийский район)
Ташлинский сельсовет — муниципальное образование в Гафурийском районе Башкортостана.

## История
Согласно «Закону о границах, статусе и административных центрах муниципальных образований в Республике Башкортостан» имеет статус сельского поселения.

## Население
| 2002 | 2009  | 2010 | 2012 | 2013 | 2014 | 2015 |
| ---- | ----- | ---- | ---- | ---- | ---- | ---- |
| 908  | ↗1002 | ↘730 | ↘722 | ↘714 | ↘693 | ↘672 |
| 2016 | 2017  |      |      |      |      |      |
| ↘638 | ↘608  |      |      |      |      |      |

## Состав сельского поселения
| № | Населённый пункт | Тип населённого пункта          | Население |
| - | ---------------- | ------------------------------- | --------- |
| 1 | Ташла            | деревня, административный центр | ↘507      |
| 2 | Мендим           | деревня                         | ↘204      |
| 3 | Новосемёновка    | деревня                         | →14       |
| 4 | Новая Альдашла   | деревня                         | ↗3        |
| 5 | Суходол          | деревня                         | ↘2        |